# Aeroportul Peterborough
Aeroportul Peterborough (IATA: YPQ, ICAO: CYPQ) este un aeroport din Peterborough⁠(d), Ontario, Canada ce deservește zona Peterborough⁠(d). Aeroportul a fost tranzitat în 2014 de 0 pasageri. A fost numit după zona deservită.
Situat la o altitudine de 191 m, aeroportul dispune de o singură pistă. Este operat de Peterborough.